# Pleione humilis
Pleione humilis là một loài thực vật có hoa trong họ Lan. Loài này được (Sm.) D.Don miêu tả khoa học đầu tiên năm 1825.

## Hình ảnh

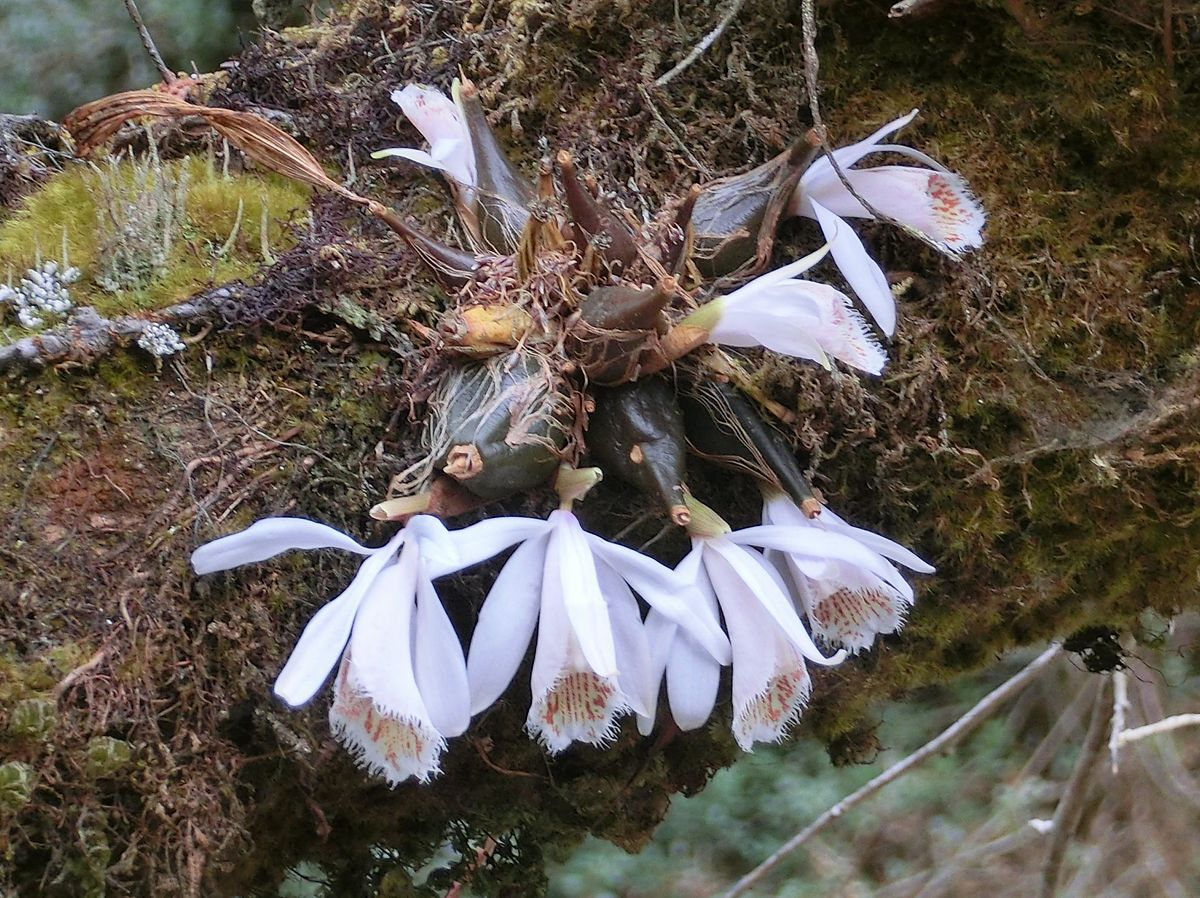
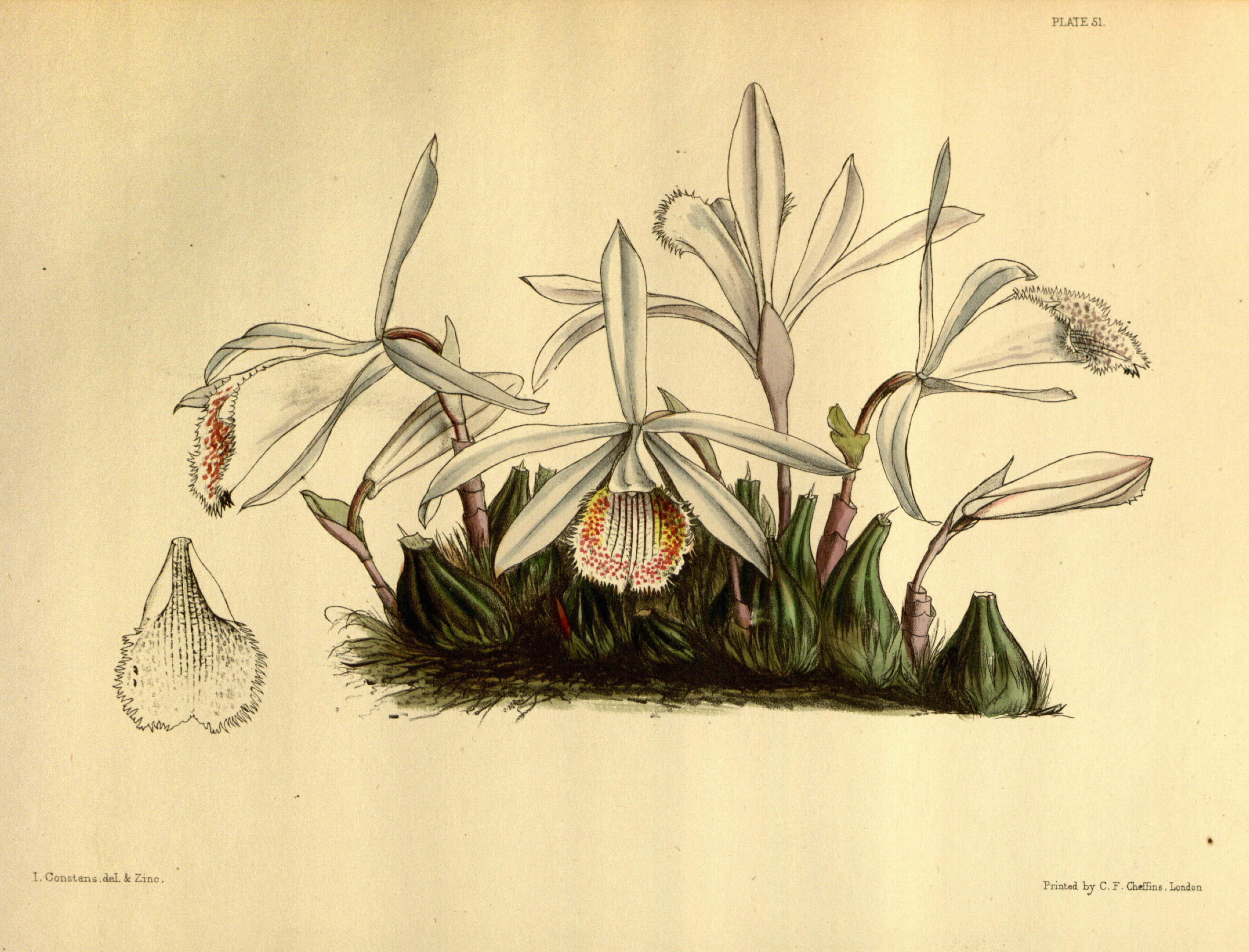